# I Think I'm in Love with You
"I Think I'm in Love with You" är den tredje och sista singelskivan från Jessica Simpsons debutalbum,Sweet Kisses. Singeln släpptes år 2000 och nådde till plats 21 på Billboardlistan. Låten blev Jessicas andra top-fyrtio hit.
Låten skrevs av Dan Shea och Cory Roonet och producerades även av den sistnämnda. Sången var mer upptempo än de föregående singlarna. Den förklarar hur hon känner för en kille med raderna
"Boy I think that I'm in love with you, got me doin' silly things when it comes to you".

## Listframgångar
"I Think I'm In Love With You" var en medelmåttig hit. Den nådde plats 21 på Billboard, men lyckades bättre på Top 40 Mainstream, där den klättrade upp tillplats fem. Den lyckades även bra i Kanada och England.

## Musikvideo
"I Think I'm In Love with You" videon börjar med att Jessica och hennes vänner träffar några killar, bland andra Jessica's kärlek. De hårt arbetande killarna tar en paus för att hänga med Jessica och hennes vänner i den dans på gatan. Efter ett tag försvinner tjejerna iväg till ett nöjesfält. Här fortsätter de att ha roligt, tills tjejerna försvinner i en bil.

## Listor
| År   | Lista                                   | Position |
| ---- | --------------------------------------- | -------- |
| 2000 | U.S. Billboard Hot 100                  | #21      |
| 2000 | U.S. Billboard Hot 100 Singles Sales    | ---      |
| 2000 | U.S. Billboard Hot 100 Airplay          | #17      |
| 2000 | U.S. Hot Dance Music/Maxi-Singles Sales | #44      |
| 2000 | U.S. Hot Dance Music/Club Play          | #31      |
| 2000 | U.S. Top 40 Tracks                      | #12      |
| 2000 | U.S. Top 40 Mainstream                  | #5       |
| 2000 | U.S. Rhythmic Top 40                    | #21      |
| 2000 | U.S. Adult Contemporary                 | #26      |
| 2000 | Kanadas singellista                     | #14      |
| 2000 | Engelska singellistan                   | #15      |
| 2000 | Australiens singellista                 | #10      |